# Bernardo de Kagoshima
Bernardo de Kagoshima (鹿児島のベルナルド Kagoshima no berunarudo?,  n. ?, d. februarie sau martie 1557) a fost un creștin japonez, probabil primul japonez care a ajuns în Europa.
Bernardo, al cărui nume japonez nu este cunoscut, a fost unul din cei doi discipoli ai lui Francisc de Xavier, și unul din primii japonezi creștini. A fost botezat în 1549.
Bernardo a plecat în 1551, împreună cu un alt japonez, Mathias, cu Xavier spre India, ei ajungând acolo în februarie 1552, Mathias decedând la Goa. Din India, Bernardo, având asupra sa o scrisoare de recomandare din partea lui Xavier, l-a însoțit pe Fratele Andreas Fernandes când acesta s-a întors în Portugalia în 1553. Scopul călătoriei a fost ca Bernardo să vadă „religia creștină în toată maiestatea ei.”
Ajuns în Portugalia, Bernardo s-a alăturat Ordinului Iezuit, și a studiat la Universitatea Coimbra.
Doi ani mai târziu Bernardo s-a dus în Italia, la Roma, trecând mai întâi prin Barcelona, de unde a călătorit cu vaporul până la Napoli. La Roma, unde a stat zece luni, s-a întâlnit cu Ignațiu de Loyola și probabil că a asistat și la alegerea papei Marcel al II-lea. A părăsit Roma la 23 octombrie 1555 și s-a îmbarcat la Genova, de unde s-a întors în Portugalia. 
A murit în Portugalia în 1557.